# 隋文帝
隋文帝杨坚（541年7月21日—604年8月13日），因父親杨忠被西魏恭帝賜鮮卑姓，又名普六茹堅，小字那羅延，弘農郡華陰縣（今陝西省華陰市）人。隋朝开国皇帝，谥号文皇帝，廟号高祖，581年3月4日－604年7月13日在位，在位24年。
杨坚掌权之後，下令“以前赐姓，皆复其旧”，恢復漢姓“杨”，并让宇文泰鮮卑化政策中改姓的汉人恢复汉姓。杨堅建立的隋朝，统一了中國。

## 生平经历

### 出生
杨坚于西魏大统七年六月十三癸丑夜（541年7月21日）生于冯翊般若尼寺，寺中女尼智仙為其取乳名「那羅延」，在梵語中意為「金剛不壞」。楊堅之父是西魏隋国公、北周柱国、大司空杨忠，生母吕氏。其妻独孤皇后为北周时八大柱国之一独孤信之女獨孤伽羅（羅馬化：tagara，意為「黑沈香」）。
其长女嫁北周宣帝（宇文贇）为皇后，地位显赫。杨坚在北周时曾官拜骠骑大将军，又封为大兴郡公，後袭父爵柱国，北周武帝时任隋州刺史，参加过北周灭北齐之战。

### 夺取政权
楊堅壯年時曾隨北周武帝（宇文邕）伐滅北齊統一華北，不久後武帝于宣政元年（578年）病逝，北周宣帝（宇文贇）即位。北周宣帝诛杀元老重臣，将国政交给东宫的旧僚郑译，引起朝野恐慌。大成元年（579年）二月十九日，宇文赟下诏传位于7岁的长子宇文阐（北周静帝），并改年号为大象，自称天元皇帝。
大象二年（580年）3月31日，北周静帝宇文阐任命隋国公杨坚世子杨勇为洛州总管、东京小冢宰，统辖故北齐旧地。在先前的2月20日，罢左、右丞相之官，改杨坚为大丞相。
大象二年（580年）5月11乙未日（6月8日），北周宣帝驾崩。近臣刘昉、郑译等和杨坚有旧，并且杨坚有“重名”，矫诏谋引杨坚辅政。据记载杨坚开始是：“固辞，不敢当”。但是刘昉警告他：“公不为，昉自为之”，杨坚遂接受此建议，之后郑译等对北周宣帝病逝的死讯秘不发丧，便以天元皇帝的名义，以杨坚为总知中外兵马事，杨坚于是集军政大权于一身。
宣帝胞弟宇文赞为右大丞相，貌似尊崇，其实无实权，宇文赞本人年未及二十，见识庸劣，在刘昉蛊惑下，回府不理政事。杨坚手握军权后，恐北周诸王在外叛变，假借护送千金公主出嫁突厥为由，召赵王宇文招、陈王宇文纯、越王宇文盛、代王宇文达、滕王宇文逌进京朝见，并除去军权。
杨坚等人秘不发丧和假传圣旨的主张最初被司书上士颜之仪反对，但刘昉自知不能使颜之仪屈服，就代他签字，各诸卫在接到假诏书的情况下，军权就完全被杨坚控制。其后，杨坚又向颜之仪索取皇帝符节玉玺，但遭拒绝，遂大怒，想斩了颜之仪，但顾虑到颜之仪在民间声望很高，便把他贬到西边当郡守。
杨坚专政后不久，相州总管尉迟迥发兵讨伐杨坚，关东诸州群起响应，益州总管王谦也起兵进攻杨坚。杨坚派出韦孝宽、王谊等迅速平定叛乱，后又尽杀周室诸王。尉迟迥起兵时奉赵王宇文招留在赵国的幼子号令，宇文泰侄孙荥州刺史邵国公宇文胄响应，为杨素所败被杀。尉迟迥兵败后，宇文招幼子下落不明。
大象二年（580年）六月，明帝子雍州牧毕王宇文贤与五王（即宇文泰尚在世的五个儿子）谋杀杨坚，事泄，杨坚杀宇文贤及其三子，但对五王不问。七月，赵王宇文招布下鸿门宴，企图密谋暗杀杨坚，于是把杨坚邀请到寝室饮宴，命儿子宇文员、宇文贯以及王妃弟弟鲁封等身带佩刀站在左右，帷席之间都暗藏了兵器，在室后埋伏了壮士打算乘势刺杀杨坚。不料在杨坚身边心腹拓跋胄的掩护下没能成功。12月31日，杨坚在得知赵王宇文招想谋杀他，便诬陷赵王宇文招及越王宇文盛谋反，赵王和越王的诸子也皆被杨坚一起诛杀。十二月，又杀宇文泰仅剩的两个儿子代王宇文达、滕王宇文逌及二人诸子。同年并杀宇文泰孙冀王宇文绚。
大象二年（580年）12月2日，北周静帝宇文阐晋升隋国公、大丞相杨坚为相国，总管全国文武百官；撤销全国都督、大冢宰之号称号，晋封随王，以安陆等二十郡为随国采邑，启奏时不再称名，享有九锡之礼；隋国公、大丞相杨坚虚心“谦让”仅接受王爵和十郡作为采邑。直到大象三年（581年）2月4日，随王杨坚才接受了北周静帝宇文阐所赏赐的相国、总管全国文武百官、九锡之命，立随国文武百官。
大象三年（581年）2月14日，北周相国、隋王杨坚“顺应人心”逼迫北周静帝宇文阐让出皇位登基，于是北周静帝下诏禅让，移居其他宫殿。2月19日，杨坚大开杀戒，屠杀北周宇文皇族诸子，李德林一再规劝却遭杨坚一句「君书生，不足与议此！」所拒，于是北周太祖宇文泰的孙儿谯公宇文恽；北周闵帝宇文觉孙纪公宇文湜；北周明帝宇文毓诸子酆公宇文贞、宋公宇文寔；北周武帝宇文邕诸子汉公宇文赞、秦公宇文贽、曹公宇文允、道公宇文充、蔡公宇文兑、荆公宇文元；北周宣帝宇文贇诸子莱公宇文衎、郢公宇文术等13人及他们的儿子们皆被处死。而李德林也因与杨坚意见不合，官职爵位从此没能升过。大定元年二月十四甲子日（581年3月4日），杨坚便以“受禅”的名义篡位称帝，受册、玉玺，改戴纱帽、身穿黄袍；入御临光殿，改国号为「大隋」，定都大兴，是为隋朝也，改元开皇，大赦天下。
杨坚废北周静帝，自立为帝，改元开皇，建立隋朝。从他专政到称帝，前后不过10个月时间，“得國之易，無有如楊堅者”，楊堅之所以能这么快称帝，与北周末期军政大权迁移于汉族人、受到汉族官员欢迎、北周府兵强大有关。
5月9日，杨坚又暗中派人杀死介公宇文阐（年仅9岁），后表示大为震惊，发布死讯，隆重祭悼，葬于恭陵。同年，杨坚又杀宇文泰侄曾孙豳国公宇文洽、宇文洽叔父杞国公宇文椿及其诸子等。宇文椿弟天水郡公宇文众不聪明不大说话，杨坚一度视其为继任介国公人选，但最终仍杀宇文众及其诸子，而另找远支族人宇文洛继嗣。

### 北防突厥
隋文帝在北防突厥（隋與突厥之戰）成功後，603年，隋朝击败占据漠北的达头可汗，次年，启民可汗称隋朝皇帝为圣人可汗，南迁的突厥部众成为隋朝的属国。隋文帝为归附的启民可汗率领的突厥人筑金河、定襄二城于河套。

### 统一全国

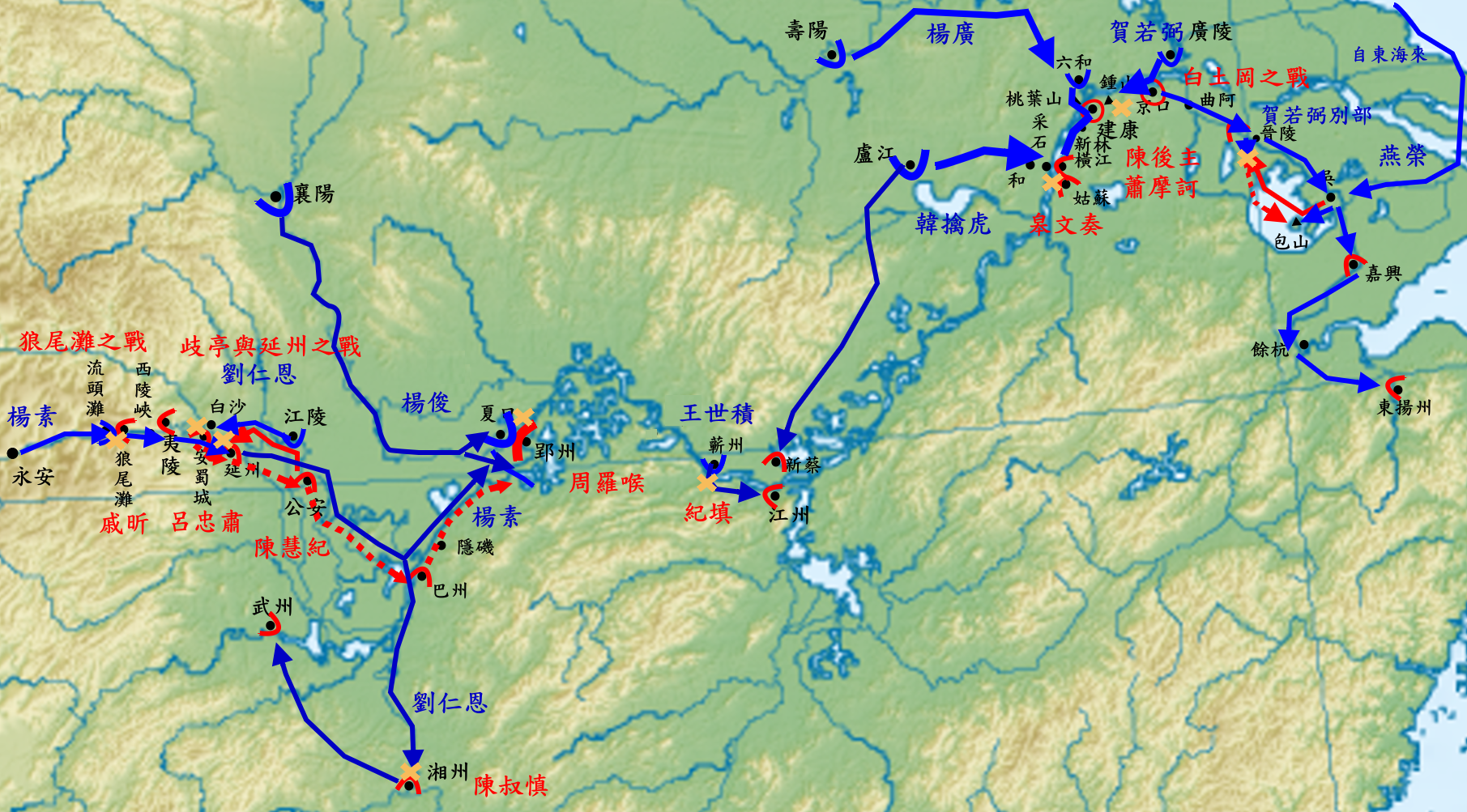
隋滅陳形勢圖

杨坚平定叛乱之后，因为位于江陵一隅之地的西梁弱小且长期依附北朝，其统一天下的对手只剩下南方的陈朝。开皇七年九月十九辛卯日（587年10月26日），廢西梁後主蕭琮，西梁亡。
陈朝的兵力非常薄弱，据估计，只有十万人。 杨坚即位后，派贺若弼镇广陵、韩擒虎镇庐江，密谋灭陈。又派兵在陈国农时骚扰对方，纵火烧毁他们积蓄的粮食物资。开皇八年（588年），以杨广出六合、杨俊出襄阳、杨素带领水军出永安，共五十一万八千大军，三路大军伐陈。八年十二月杨素沿长江击破陈的沿江守军，顺流而东。但因为施文卿、沈客卿等扣留告急文书，导致陈朝无法把大军从建康调出。
九月，贺若弼和韩擒虎攻下京口、姑苏。沿江守军望风而逃，在建康城外陈军主力与贺若弼、韩擒虎八千部队激战，由于陈军不能合力，被击破。
开皇九年正月二十甲申日（589年2月10日），陈将任忠投降，引韩擒虎攻入建康城，捉住陈叔宝，陈朝亡。
不久，各地陳軍或受陳後主號令投降、或抵抗隋軍而被消滅，只有嶺南地區受冼夫人保境据守。开皇十年（590年）八月，隋派使臣韦洸等人安撫嶺南，冼夫人率眾迎接隋使，嶺南諸州悉為隋地。至此，天下一统。
自西晋永嘉之乱（公元316年）以来，中原和江南地區政權分裂长达273年之久，至此隋文帝再造统一之局，并開創長達167年的隋唐盛世，直至安史之亂。
7世紀的東羅馬帝國歷史學家狄奥菲拉克特·西莫卡塔對隋文帝統一中國以及征服南方的陳朝的歷程進行了描述。西莫卡塔正確地將這些事件置於同時期的帝國皇帝莫里斯在位期間。西莫卡塔也提供了關於中國地理、南北雙方由長江分為兩個獨立的國家、首都胡姆丹（源自古突厥語“Khumdan”，即隋朝首都長安）及其風俗文化的粗略信息，認為中原人民“崇拜偶像”，但治理有方。

## 政治作為

### 軍政改革
政治方面的支持功不可沒。漢人如鄭譯、蘇威、高熲等大臣有助推動國策。楊堅亦因前朝酷刑甚多，影響民生，故命蘇威等人編纂《開皇律》，修訂刑律，訂立國家刑法，使人民有法可守，又減省刑罰，死刑只設絞、斬二等，以示隋朝對民之寬大。在澄清吏治方面，楊堅得國以來，勵精圖治，兼且天資刻薄，自不容貪污枉法之行為存在。楊堅命柳盛持節巡省河北五十二州，奏免長吏贓污不稱者二百餘人，州縣肅然。吏治之整肅，不僅上裕國庫，下紓民困，隋高祖在位时之隆盛，此亦為要因。
军事上，隋文帝改变府兵制初设时，兵农分离情况。转变为和平时期府兵耕地种田，并在折冲将军领导下进行日常训练；战争发生时，由朝廷另派将领聚集各地府兵出征的“兵农合一”的制度。
地方行政方面，文帝鑑於南北朝政區劃分繁杂随意，地方行政交错混乱，支出龐大，楊堅遂於開皇三年(583年)，盡罷諸郡，實行州縣二級制，使國家地方行政漸上軌道。誠如學者錢穆所言：開皇之治的成功，簡化地方行政機構是一個基本因素。據統計隋文帝时期朝廷開支減省三分之二，地方官府之開支減省四分之三，全國於行政之經費，大约是南北朝时期開支三分之一而已。故隋國庫之豐積，不無原因。

### 經濟政策
经济上鑑於南北分裂達二百七十年之久，民生困苦，國庫空虛，尤以中原地區為盛。故自隋開皇九年(589年)，隋軍統一天下後，即以富國為首要目標。故楊堅接納司馬蘇威建議，罷鹽、酒專賣及入市稅，其後多次減稅，減輕人民負擔，促進國家農業生產，穩定經濟發展。隋文帝在位时代之富饒既非重歛於民，究其原因，與全國推行均田制有關。此舉既可增加賦稅，又可穩定經濟發展，且南朝士族亦漸由衰弱至於消逝。均田制能順利推行，對隋前中期的經濟發展收益甚大。輕徭薄賦以解民困。在確保國家賦稅收入之同時，穩定民生。由於魏晉南北朝以來，戶籍不清，稅收不穩。於是于开皇五年(585年)下令實行大索貌閱。並接納尚書左僕射高熲之建議，推行輸籍法，作全國性戶口調查，结果查获没有户籍的百姓达165万余口，其中丁壮44.3万人， 以增加國家稅收，改善經濟，盡掃魏晉南北朝以來隱瞞戶籍之積弊。

### 廢九品中正制
另外，隋文帝废除九品中正制，改为五省六曹制，後改稱五省六部制，是為唐代三省六部制之藍圖。中书、门下两省负责诏令的起草和封驳，尚书省负责政务的管理。尚书省又下设吏、民、礼、兵、刑、工六部。吏部，掌管全国官吏的任免、考核、升降和调动；民部，掌管全国的土地、户籍以及赋税、财政收支；礼部，掌管祭祀、礼仪和对外交往；兵部，掌管全国武官的选拔，和兵籍、军械等；刑部，掌管全国的刑律、断狱；工部，掌管各种工程、工匠、水利、交通等。

### 科舉制度
楊堅開了科舉制度之先河，他即位後，廢除了以前選官用的九品中正制，選官不問門第。規定各州每年向中央選送三人，參加秀才、明經等科的考試，合格者錄用為官。
科舉制度順應了歷代庶族地主在政治上得到應有的地位的要求，緩和了他們和朝廷的矛盾，使他們忠心擁戴中央，有利於選拔人才，增強政治效率，對封建專制中央集權的鞏固起了積極的作用。

### 人口增長
人口在隋朝中前期大為增長，隋文帝开皇元年（581年）全国户口462万户，到隋炀帝大业五年（609年）达到8,907,536户，46,019,956人。其中在开皇九年（589年）南下平陈增50.0万，此时的全国户口700多万，平均年增长226,708户。

## 晚年倾轧
隋文帝晚年猜忌多疑，濫殺大臣，企圖獨裁天下，而漸漸被大臣疏远。文帝殘暴专制，苛刻刑法，百姓惶恐。让“开皇盛世”大为失色。具体来说，功臣虞庆则、史万岁等人先后被杀，刑罚也逐渐变得严苛无情，不复隋朝初建时的依法行事。
他也打压几个儿子，如将三子杨俊软禁，将四子杨秀贬为庶人。文帝未有鞏固太子的地位，並废长立幼，立杨广而废杨勇，而之後建立唐朝的唐高祖李淵也同樣犯下相同的錯誤，故之後修隋唐史者认为是隋朝败亡的重大原因。
文帝晚年生活亦變得奢侈，好大喜功，沉迷玩樂，這些壞習慣同樣影響了太子楊廣，結果文帝在位年間的積蓄，全部為楊廣所揮霍。

### 廢立太子
長子楊勇為人忠厚善良，但生活奢華，因而受楊堅厭惡，常告誡太子楊勇說：
「自古帝王未有好奢侈而能長久者。汝爲儲後，當以儉約爲先，乃能奉承宗廟。」
次子杨廣（即隋煬帝）為人文采極高負有抱負，但善於作偽，在楊堅面前裝得很樸素，所以受到楊堅喜愛而代其兄為太子。

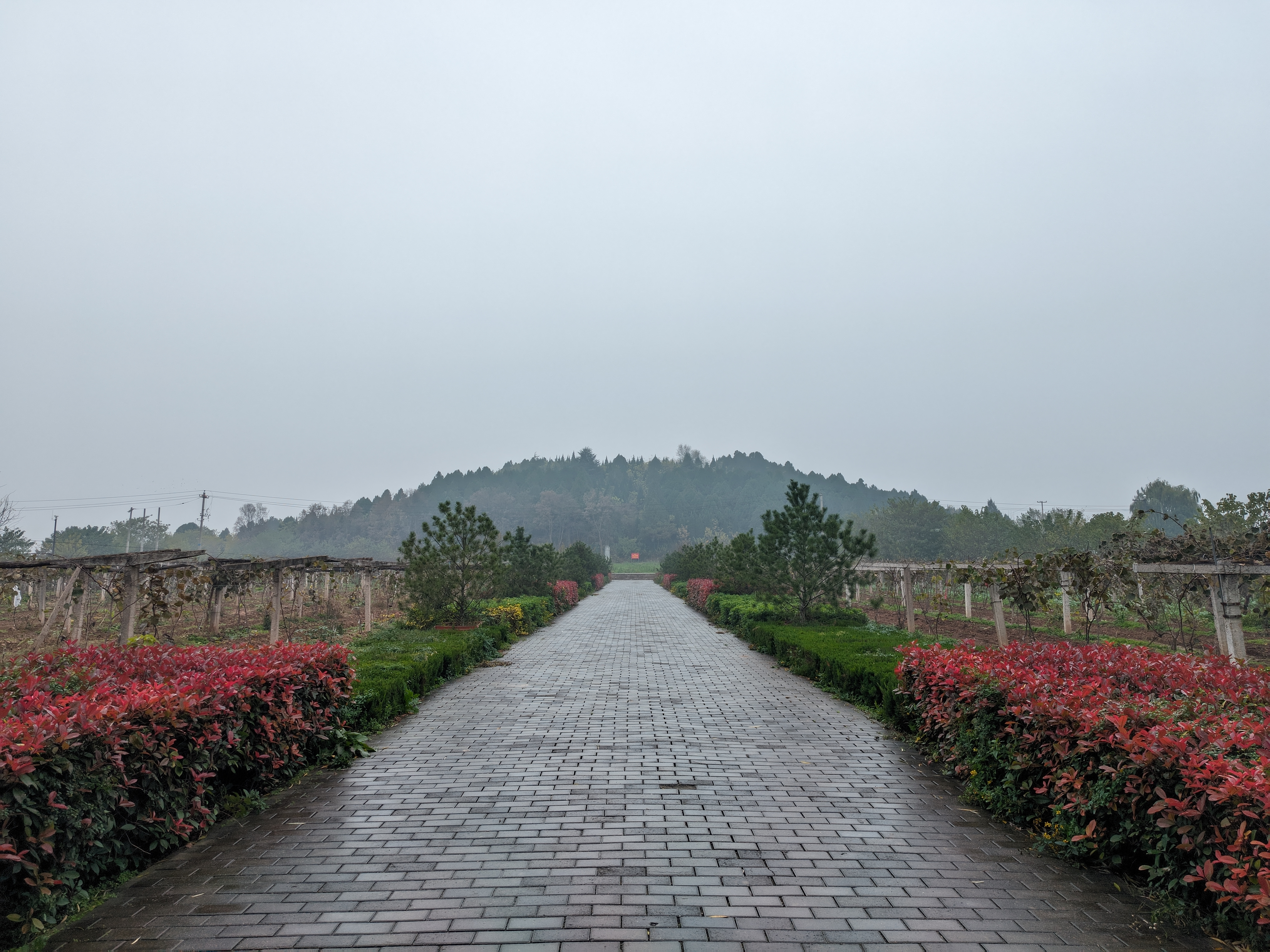
泰陵

604年7月13日，杨坚病逝于仁寿宫大宝殿（一说被太子杨广所謀殺），享壽63岁，葬于泰陵（位于今陕西省杨凌示范区五泉镇双庙坡村，为皇帝杨坚与皇后独孤氏的合葬墓）。

## 历史評價
- 齐王宇文宪曾对周武帝宇文邕评价杨坚：“普六茹坚相貌非常，人颇狡诈，臣每见之不觉自失，请早除之。”[24]

- 隋朝作家李德林在《天命论》中描述隋文帝说：“帝体貌多奇，其面有日月河海，赤龙自通，天角洪大，双上权骨，弯回抱目，口如四字，声若钏鼓，手内有王文，乃受九锡。昊天成命，于是乎在。顾盼闲雅，望之如神，气调精灵，括囊宇宙，威范也可敬，慈爱也可亲。”[24]

- 《隋书·帝纪二》评：“虽未能臻于至治，亦足称近代之良主。然天性沉猜，素无学术，好为小数，不达大体，故忠臣义士莫得尽心竭辞。其草创元勋及有功诸将，诛夷罪退，罕有存者。”又说他“唯妇言是用”、“喜怒不常，过于杀戮”。此外，文帝屡屡“钓鱼执法”，先安排人员贿赂官员，后把凡收受者必处死刑。[25]。
- 《北史》評隋文帝君臣失和、晚年聽信讒言與廢嫡長子，種下隋朝禍根：「而素無術業，不能盡下，無寬仁之度，有刻薄之資，暨乎暮年，此風愈扇。又雅好瑞符，暗於大道。建彼維城，權侔京室，皆同帝制，靡所適從。聽妒婦之言，惑邪臣之說，溺寵廢嫡，託付失所。滅父子之道，開昆弟之隙，縱其尋斧，翦伐本根。墳土未乾，子孫繼踵為戮，松檟纔列，天下已非隋有。惜哉！跡其衰怠之源，稽其亂亡之兆，起自文皇，成於煬帝，所由來遠矣，非一朝一夕，其不祀忽諸，未為不幸也。」
- 北宋司馬光《資治通鑑》評隋文帝一生的功與過：「高祖性嚴重，令行禁止，勤於政事。每旦聽朝，日昃忘倦。雖嗇於財，至於賞賜有功，即無所愛；將士戰沒，必加優賞，仍遣使者勞問其家。愛養百姓，勸課農桑，輕徭薄賦。其自奉養，務為儉素，乘輿御物，故弊者隨令補用；自非享宴，所食不過一肉；後宮皆服浣濯之衣。天下化之，開皇、仁壽之間，丈夫率衣絹布，不服綾綺，裝帶不過銅鐵骨角，無金玉之飾。故衣食滋殖，倉庫盈溢。受禪之初，民戶不滿四百萬，末年，逾八百九十萬，獨冀州已一百萬戶。然猜忌苛察，信受讒言，功臣故舊，無始終保全者；乃至子弟，皆如仇敵，此其所短也。」[26]

- 明朝官修皇帝实录《明太祖实录》记载，明太祖朱元璋在洪武七年八月初一日（1374年9月7日），亲自前往南京历代帝王庙祭祀三皇、五帝、夏禹王、商汤王、周武王、汉高祖、汉光武帝、隋文帝、唐太宗、宋太祖、元世祖一共十七位帝王[27]，其中对隋文帝杨坚的祝文是：“惟隋高祖皇帝勤政不怠，赏功弗吝，节用安民，时称平治。有君天下之德而安万世之功者也。元璋以菲德荷天佑人助，君临天下，继承中国帝王正统，伏念列圣去世已远，神灵在天，万古长存，崇报之礼，多未举行，故于祭祀有阙。是用肇新庙宇于京师，列序圣像及历代开基帝王，每岁祀以春、秋仲月，永为常典。今礼奠之初，谨奉牲醴、庶品致祭，伏惟神鉴。尚享！”[28]

- 趙翼：「古來得天下之易，未有如隋文帝者。」（《二十二史剳記》）

## 家庭

### 父母
- 楊忠，追尊隋武元帝
- 呂苦桃，追尊元明皇后

### 兄弟姐妹
- 蔡景王楊整
- 滕穆王楊瓚
- 道宣王楊嵩
- 衛昭王楊爽
- 安成公主
- 昌乐公主
- 杨氏，嫁李礼成

### 后妃
- 文献皇后獨孤伽羅
- 宣華夫人陳氏，陈宣帝第十四女寧遠公主
- 容華夫人蔡氏
- 弘政夫人陈氏，陈宣帝第二十四女临川公主
- 宮人尉迟氏，尉遲迥孙女，被独孤皇后所杀

#### 子女
- 长子房陵王楊勇，被废太子
- 次子炀皇帝楊廣，先為晉王，後為太子
- 三子秦孝王楊俊
- 四子蜀王楊秀
- 五子汉王楊諒
- 长女樂平公主楊麗華（561年－609年），周宣帝天元大皇后
- 五女蘭陵公主楊阿五
- 某女襄国公主，下嫁李长雅
- 某女廣平公主，下嫁宇文靜禮

## 學術考證
根據《周書》《隋書》记载，楊堅家族出身于弘農楊氏。《隋書》與《北史》記載楊堅家族先祖楊鉉為楊震八世孫，但《新唐書》〈宰相世系表〉中記載楊震至楊鉉為19代，清朝沈炳震於〈唐書宰相世系表訂偽〉曾對楊堅家族系譜提出質疑。
中華民國學者陳寅恪不认同杨坚家族出身弘農楊氏，對於楊堅家族出身武川也有懷疑，根據楊堅之母呂苦桃出身山东寒族，以當時世族通婚慣例來看，其父楊忠家族可能出身于寒門山东杨氏。据中華人民共和國學者唐長孺考證，家譜可考的弘農楊氏後代，如杨骏、杨珧，其家族在晉朝時已消散。北魏時宣稱出身弘農楊氏的，如楊播等人，家族傳承皆可疑，但也可能是远支，難以確認。
王桐齡認為楊堅家族出身華夷雜處的武川鎮，又与獨孤氏、宇文氏等有聯姻關係，且多有违背儒家伦理的行为，似与胡风暗合。推論楊堅家族可能有鮮卑血統，或是純粹的鮮卑人，偽託为弘農楊氏出身。
多位学者，如竹田龙儿、布目潮沨，認為楊堅家族並非出身漢族，台灣學者呂春盛认为楊堅家族的籍贯与族属虽难以考究，但出身弘農楊氏的說法应不足采信，其家族也可能出身山東漢人寒門，但史籍記載自楊元壽以来五代居於武川，其家族出身為胡人的可能性存在，其家族具有相當胡族色彩則無有疑慮。森安孝夫引用學者推論，以楊堅之父楊忠 (北朝)身高达2米，外貌輪廓分明，推論他可能有高加索人種血統。
认为杨坚家族确为弘農楊氏且為漢族的学者，包括中華人民共和國學者陶新华、樊广平、蒙曼等。學者高明士與楊志玖认为杨坚能迅速夺权建立隋朝，与其家族背景和汉人出身有很大关系。

## 影視形象
- 1987年香港無線電視劇《大運河》由鮑方飾演。
- 1990年電視劇《混世魔王程咬金》由管宗祥飾演。
- 1994年電視劇《乐昌公主》由陆根章飾演。
- 1996年電視劇《隋唐演义》由張運濟飾演。
- 1999年電視劇《花木兰》由陈宝国飾演。
- 2003年電視劇《隋唐英雄传》由陈继铭飾演。
- 2006年電視劇《渊盖苏文》由金成谦飾演。
- 2007年電視劇《少林寺传奇》由吴京安飾演。
- 2008年電視劇《隋炀帝》由叶钧飾演。
- 2010年電視劇《淚痕劍》由張晉飾演。
- 2012年电视剧《隋唐英雄》由寇世勋飾演。
- 2013年电视剧《隋唐演义》由汤镇业飾演。
- 2013年电视剧《巾帼大将军》由白凡飾演。
- 2013年電視劇《蘭陵王》由韓棟飾演。
- 2017年電影《武僧传奇之终极一战》由赵擎飾演。
- 2018年电视剧《独孤天下》由张丹峰饰演。
- 2019年电视剧《独孤皇后》由陈晓饰演。
- 2020年电视纪录片《中国》第一季由孔斐饰演。